# Виктор Лукомски
Виктор Викторович Лукомски (Калуга, 1884 — Београд, 16. јун 1947) био је руски архитекта. Он је био члан руске уметничке групе Круг, члан УЛУС-а и члан удружења Коло југословенских ликовних уметника.

## Биографија
Рођен је 1884. године у Калуги у Русији. Дипломирао је на Институту грађевинских инжењера у Санкт Петербургу. У Краљевину СХС емигрирао је 1920. године, где је почео да ради као архитекта у Министарству грађевина. Био је члан руске уметничке групе Круг, члан УЛУС-а и члан удружења Коло југословенских ликовних уметника. У Београду је радио на неколико десетина пројеката, а у Историјском архиву града Београда се налазе подаци о ратној штети и заоставштини Виктора Лукомског. Преминуо је 1947. године у Београду. У време смрти Лукомски је живео сам, супруга Зинаида, рођена Федченко, живела је у Француској, а деце нису имали. Није познато шта се догодило са његовом заоставштином. Једина фотографија која је остала је фотографија личне карте која је сачувана у Историјском архиву града Београда.

## Дела
- Зграда Патријаршије се налази на Косанчићевом венцу и има статус споменика културе. Услед знатног пада терена према Савској тераси, грађевина је добила неједнак број спратова на бочним подужним странама. Архитектура зграде Патријаршије представља веома комплексно и хетерогено решење.
- Хотел „Авала” у Београду се налази на платоу испред комплекса стаза и степеништа којi се у благом успону уздижу ка врху Авале и споменику Незнаном јунаку. Представља непокретно културно добро као споменик културе. Хотел је саграђен 1928. године према пројекту Виктора Лукомског, на захтев краља Александра Карађорђевића, за потребе Министарства шумарства и пољопривреде. Састоји се од високог двоспратног блока са улазом и нижих, широко развијених анекса који се степенасто пружају низ авалску падину. Сведена српско-византијска декорација (венци, стубови, капители, архиволте) огледа се у доминацији лучних тремова и отвора, елементима националног стила.
- Кућа Љубице Авакумовић у Кнез Михаиловој 34 изграђена је као мираз, а настајала је 1922. и 1923. године, по плановима архитеката Јовановића и Верховског. Оживљена је масивним пиластерима, нишама, балконима и декорацијама по пројекту Виктора Лукомског. Још увек представља једну од најлепших грађевина у Београду. По својим стилским одликама она је требало да задовољи конзервативне наручиоце, па је стога и конципирана као слободна реинтерпретација градитељског наслеђа византијског културног круга.[5]

## Мала Светосавска црква
Крипта Спомен-храма Светог Саве или како носи званичан назив Храм световеликомученика кнеза Лазара, је храм испод Храма, међу његовим темељима, намењен за богослужења, одржавање културних садржаја – трибина, изложби, промоција, предавања.
Овај вишенаменски простор, који је ризница, и гробна Црква Светог кнеза и мученика Лазара, укупне је површина око 1.800 m², дубине 7 m. Грађевина је због својих пропорција и уметничке обраде, без преседана, превазишла религијску улогу и постала споменик од великог културног значаја, и један од најпосећенијих туристичких садржаја у Београду.